# 哥伦比亚 (南达科他州)
哥伦比亚（英語：Columbia），是美国南达科他州下属的一座城市。根据2010年美国人口普查，该市有人口137人。论人口在本州排行第206。